# Medaglie geuzen

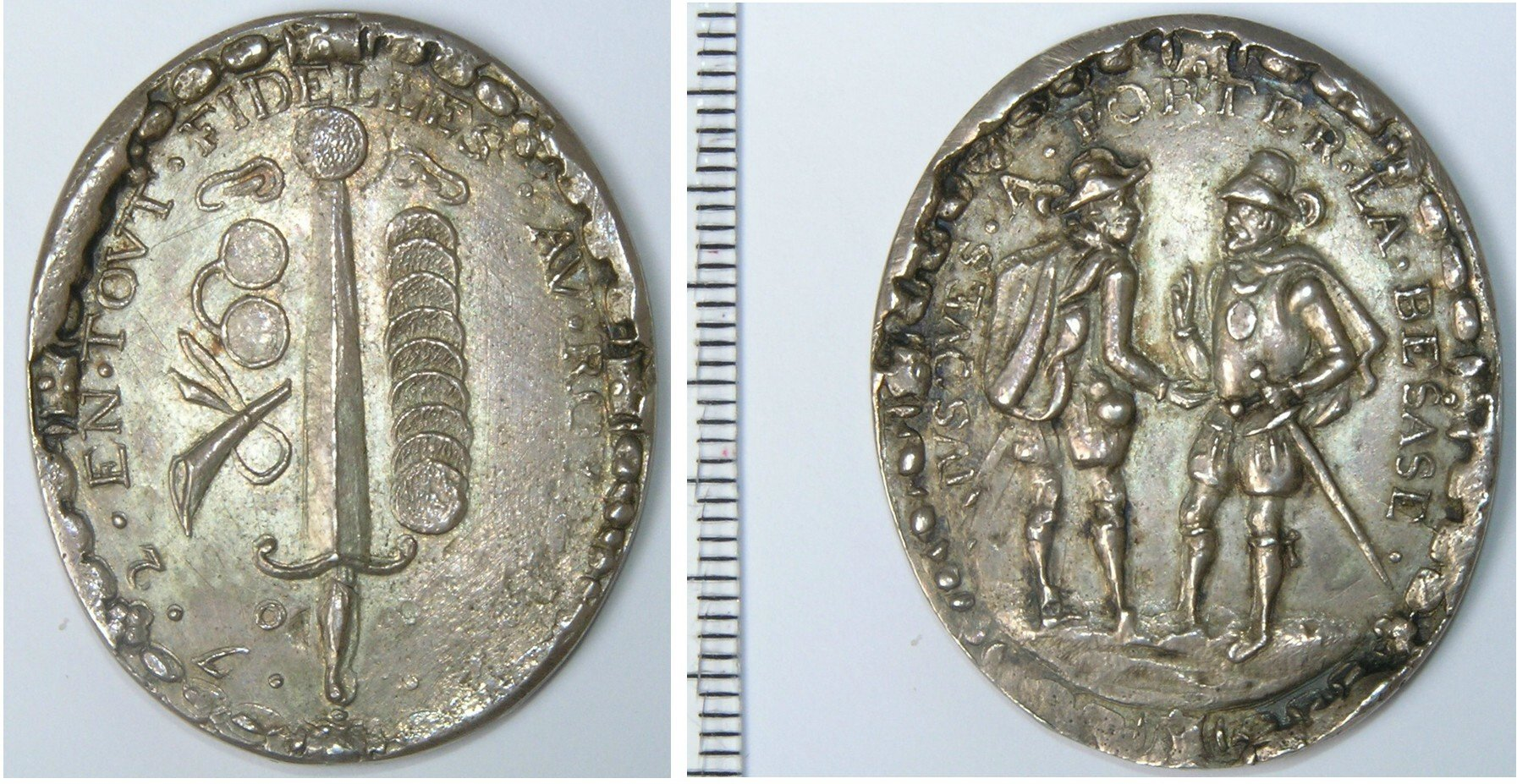
Medaglia d'argento a commemorazione della presa di Brielle del 1572, dei pezzenti di mare.

Le Medaglie geuzen o medaglie dei pezzenti (anche medaglie dei pezzenti di mare) vennero coniate durante i primi giorni della rivolta dei pezzenti, durante la prima metà della guerra degli ottant'anni nel XVI secolo. 

## Storia
Durante quel periodo, vennero emesse una serie di medaglie e gettoni, contenenti un messaggio politico, simili a quelle presenti in figura, che era Liever Turks dan Paaps (meglio i turchi che i papisti) ad indicare che sarebbe stata preferibile la vita sotto l'Impero ottomano, piuttosto che sotto il re di Spagna.

## Etimologia
In lingua olandese un "geus"  (plurale "geuzen")  era un termine familiare per le persone che, nel XVI secolo, si ribellarono contro il re di Spagna  Filippo II Iniziò con la nobiltà, la borghesia e infine con la gente comune. Alcuni anni più tardi, quando scoppiò la guerra, il titolo "geus" o specificamente "watergeus" (che significa "geus", marino) venne dato alle forze irregolari di ribelli che combatterono e che vivevano negli estuari dei grandi fiumi per distinguerli talvolta dai "bosgeus" ("geus" della foresta) dato agli originari.
"Geus" derivava dal termine francese gueux (pezzente), da qui la definizione di "watergeus" ("pezzente di mare"). L'espressione "pezzente di mare", per estensione, viene ormai utilizzata per indicare i "geus" dei terreni vincolati.